# Операция „Краткотрайност“
Операция „Краткотрайност“ (на английски: Brevity) е британски опит да бъдат изтласкани силите на Оста от района Солум – форт Капузо – Бардия. Целта е да се унищожи колкото се може повече германско и италианско оборудване и да се напредне в посока Тобрук, доколкото продоволствията позволяват, без да се излагат на риск атакуващите части.

## Прелюдия към битката
Офанзивата на германско-италианските войски под командването на генерал Ервин Ромел през март и април 1941 г. изтласква челните части на британския 13-и корпус, който е отслабен от прехвърлянето на дивизии за боевете в Гърция и унищожението на 2-ра бронетанкова дивизия.
Австралийците и други съюзнически части се оттеглят в укрепения Тобрук, а останалите се изтеглят около 400 мили на изток, от Ел Агейла до Солум на либийско-египетската граница, за защитата на Египет.
Неуспехът на Ромел да превземе Тобрук с важното му пристанище, само на 100 мили западно от Солум, го оставя с много дълги продоволствени линии. Това прави невъзможни непосредствените атаки към Египет и го кара да спре настъплението.

## Планът
Имайки предвид отслабените си сили в западната пустиня, генерал Уейвъл, главнокомандващ на британското Близкоизточно командване, не може да си позволи риска от тежка загуба, която би застрашила британските позиции в Египет и вероятно целия Близък изток. По тази причина той решава да нанесе бърз удар в района на Солум, докато противникът все още има проблеми със снабдяването. За тази цел той отпуска всички налични танкове (55 танка: 29 танка Крузър (по-голямата част са Крузър Мк I и Крузър Мк II) и 26 танка Матилда), а за командир назначава бригаден генерал Уилям Гот. Заповедите му са противникът да бъде изтласкан от района на Солум и форт Капузо, и да му бъдат нанесени максимални щети. След това да продължат към Тобрук, докъдето позволяват продоволствията, без да се застрашава частта.
След овладяването на прохода Халфая от Ромел в края на април, там има непрекъснати престрелки, което води до изграждане на надеждна информация относно броя на силите на Оста, които се намират там. Известно е, че в този граничен район се намират между 30 и 50 танка, районите около Солум, Халфая и форт Капузо са окупирани, но не е ясно къде другаде са разположени противникови части.
Планът на Уилям Гот за тази операция включва настъпление по три паралелни пътя. На пустинния фланг е разположена 7-а бронетанкова бригада (с 2-ри кралски танков полк) с големината на 2 ескадрона и 29 танка Крузър. Тяхната цел е да напреднат 30 мили от Бир ел Киреигат до Сиди Азеиз и да унищожат всички срещнати противници по пътя си.
В центъра е разположена 22-ра гвардейска бригада (с 4-ти кралски танков полк) с 24 танка Матилда. Целта им е да разчистят горната част на прохода Халфая, да превземат форт Капузо и да продължат на север. (За състоянието на британските части по това време може да се съди по това, че много транспортни средства е трябвало да бъдат взети на заем от индийската 4-та пехотна дивизия, за да бъде осигурена достатъчна мобилност по време на операцията).
Покрай брега е разположена Крайбрежната група, която е съставена основно от 2-ри батальон Стрелковата бригада и 8-и полеви полк на кралската артилерия. Целта на артилерията е да задържи врага в Солум и да превземе долната част на прохода Халфая, казармите в Солум и самия град.

## Битката

### Първоначални действия
Операцията започва рано на 15 май с тръгването на трите колони. Над тях патрулират изтребители Хоукър Хърикейн от 274-та авиогрупа.
Германците прихващат съобщения, предхождащи началото на бойните действия, и знаят за идващата атака. Въпреки това началото ѝ причинява известни опасения и оставя впечатлението, че е цялостен опит за освобождение на Тобрук, а не ограничена акция. С придвижването на британските войски генерал Ромел започва да размества силите обграждащи града, като целта му е да заздрави източния фланг, за да не може британската атака или гарнизона на града да пробият обсадата
Позициите над прохода Халфая скоро са превзети от 2-ри полк на шотландските гвардейци и няколко танка на 4-ти кралски танков полк, въпреки че седем танка са унищожени или повредени. Бир Ваир и Мусаид също са превзети бързо от 1-ва лека пехота от Дърам и ескадрон от танкове от 4-ти кралски танков полк, които след това се насочват към форт Капузо. Танковете и пехотата губят връзка, но след бърза схватка позицията е превзета. Девет танка стават жертва на боевете, което възпрепятства атаката на север.
Въпреки че опитва, Крайбрежната група не успява да изтласка врага от позициите под прохода Халфая.

### Следобед
Ромел пише в дневника си, че първоначалните атаки причиняват на неговите части значителни загуби. В отговор той изпраща танков батальон заедно с няколко противовъздушни оръдия под командването на полковник-лейтенант Крамер. Целта им е да контраатакуват и да изтласкат обратно британците.
2-ри батальон от 5-и танков полк атакува леката пехота от Дърам, нанася им тежки загуби и ги изтласква обратно до Мусаид. 7-а танкова бригада от пустинния фланг се опитва да намали натиска върху тази британска част, но не успява.
С наближаването на вечерта Крайбрежната група успява да превземе позициите под прохода Халфая и пленява 124 мъже.
Въпреки временния успех, полковник Херф – германският офицер, командващ войски в близост до границата, става неспокоен и смята, че британците разполагат с две дивизии в района. Той започва подготовка за отстъпление с бой за следващия ден.
Бригаден генерал Уилям Гот също е разтревожен. Той осъзнава, че гвардейската бригада, разположена на открит терен, няма да може успешно да се защити при евентуална атака на германски танкове през следващия ден. Той нарежда да се изтеглят до прохода Халфая. На 7-а бронетанкова бригада е наредено да заемат прикриваща отстъплението позиция при Сиди Азеиз.
През целия ден Кралските военновъздушни сили поддържат с известен успех наземните части, като атакуват всички противникови единици, които забелязват на бойното поле и на запад от бойните действия.

### 16 май
Първите германски подкрепления започват да пристигат през нощта. 1-ви батальон от 8-и танков полк пристига в 3 часа на 16 май в района на Сиди Азеиз, но свършват горивото. Успяват да презаредят в 5 часа и започват настъпление в посока форт Капузо. 7-а бронетанкова бригада влиза в бой с тях и забавя настъплението на танковия батальон до вечерта. Британците се оттеглят до района на Бир ел Кирейгат, на същото място, от което започва атаката.

## Край на битката
Операция „Краткотрайност“ не успява да постигне целите си – да изтласка германско-италианските сили от района на Солум – форт Капузо и да им нанесе тежки загуби. Единствената полза от нея е овладяването на прохода Халфая.

### Конвой „Тигър“
На 12 май в Александрия пристига конвоят „Тигър“ с товар от 238 танка (конвоят губи 57 танка, след като корабът „Новозеландска звезда“ се натъква на мина и потъва, но екипажът е спасен) – 21 леки танка Марк VI, 82 танка Крузър (включително 50 от новите танкове Крусейдър) и 135 танка Матилда. Въпреки че идват прекалено късно за операция „Краткотрайност“, те правят възможни попълването на загубите на 7-а бронетанкова дивизия, началото на приготовленията за операция „Бойна брадва“ и вдигане на обсадата на Тобрук. Тази дивизия не участва в бойните действия от февруари, поради големите загуби по време на боевете и настъплението при операция Компас.

### Операция „Скорпион“
След кратко затишие на бойните действия, вечерта на 26 май, германците придвижват три групи близо до фронта при прохода Халфая. Сутринта на 27 май те атакуват. Гвардейците от Колдстрийм и поддържащите ги части се бият добре, но не успяват да спрат германците, които заемат доминираща позиция. Британците са изправени пред опасността да бъдат обградени и изолирани. Сутринта бригаден генерал Гот нарежда отстъпление, а полковник-лейтенант Моубрай извежда частта си умело, но неговите войници понасят загуби от 173 убити или ранени, 4 полеви оръдия, 8 противотанкови оръдия и 5 пехотни танка.
За кратко време след провала на операция „Краткотрайност“ Африканския корпус си връща загубените позиции.